# PAVA spray
Il PAVA spray è un gas lacrimogeno a base di nonivamide, un capsaicinoide sintetico affine alla capsaicina, composto derivato dai frutti delle piante del genere Capsicum, tra cui il peperoncino. Viene usato nel Regno Unito al posto del gas OC.

## Caratteristiche
È comune il suo uso disciolto in una soluzione di glicole monopropilenico, etanolo ed acqua (a volte chiamato PAVA 2), il che lo rende non infiammabile, al contrario del PAVA originale (0.3% di PAVA in soluzione etanolo acquoso 50%) e del gas CS.

## Effetti
Il PAVA ha prima di tutto effetti sugli occhi, causandone la chiusura e un dolore acuto, più forte di quello provocato dal gas CS. In alcune occasioni gli spray PAVA e CS non hanno sortito effetti dolorosi, in particolare quando la vittima era ubriaco o sotto l'influenza di sostanze stupefacenti. L'esposizione all'aria fresca consente di recuperare dagli effetti del PAVA nell'arco di 15  – 35 minuti. Come gli altri capsaicinoidi, PAVA si lega con i recettori TRPV1 che producono normalmente dolore e sensazioni di calore.